# John Sarbanes

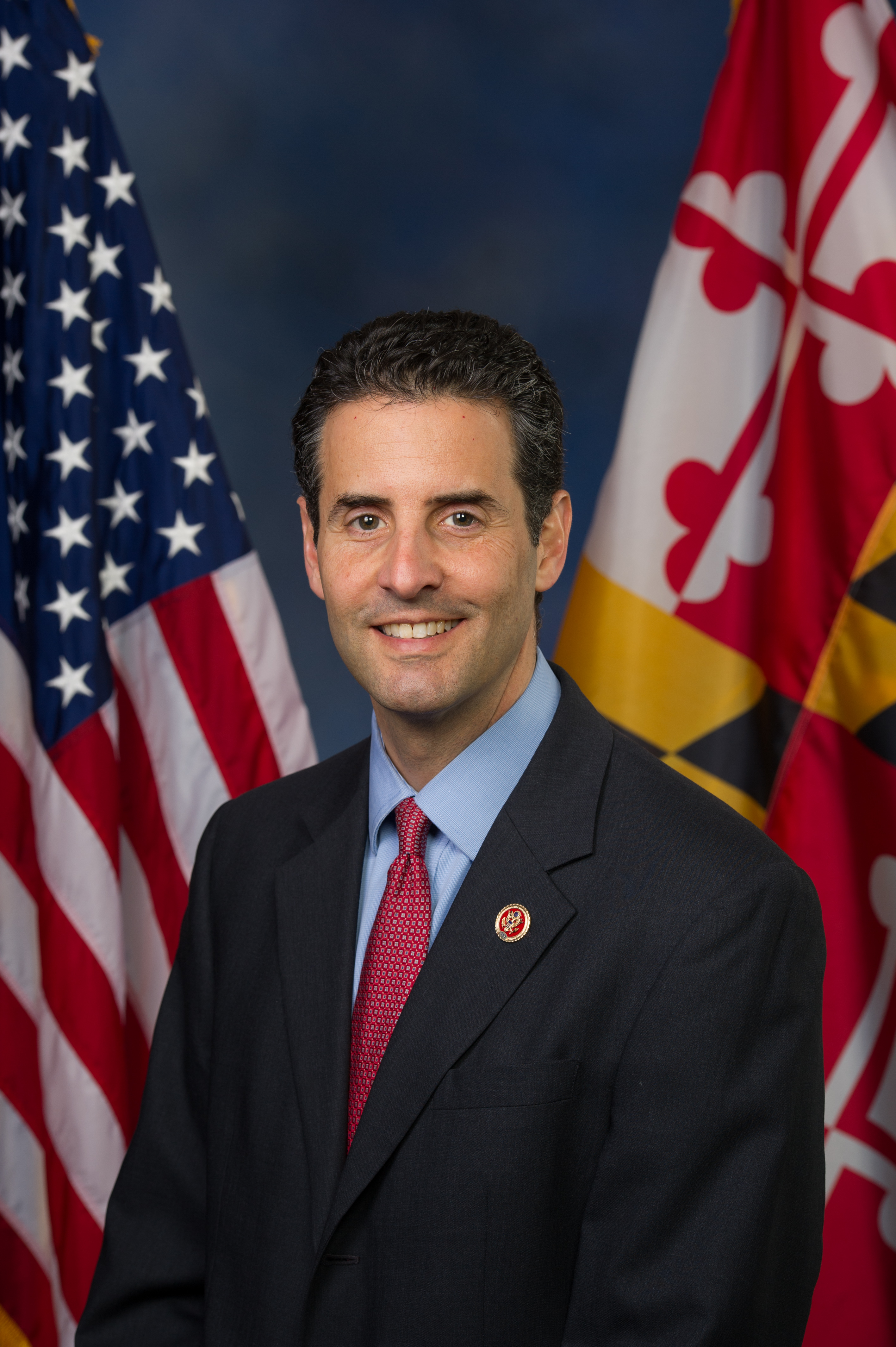
John Sarbanes 2013.

John Peter Spyros Sarbanes, född 22 maj 1961 i Baltimore, Maryland, är en amerikansk demokratisk politiker. Han representerar delstaten Marylands tredje distrikt i USA:s representanthus sedan 2007. Fadern Paul Sarbanes representerade Maryland i båda kamrarna av USA:s kongress.
John Sarbanes avlade 1984 grundexamen vid Princeton University och 1988 juristexamen vid Harvard Law School. Han arbetade sedan som advokat.
I samband med kongressvalet i USA 2006 skedde en generationsväxling då Paul Sarbanes lämnade senaten och John Sarbanes blev invald i representanthuset. Kongressledamoten Ben Cardin kandiderade till senaten för att efterträda Paul Sarbanes och vann valet. John Sarbanes kandiderade till representanthuset för att efterträda Cardin och besegrade republikanen John White med 64% av rösterna mot 34% för White.